# Hruševlje
Hruševlje é uma vila localizada no município de Brda na Eslovênia. Possuía uma população estimada de 120 habitantes em 2020.